# Progettazione della formazione
La progettazione della formazione (in lingua inglese instructional design, ID) è la scienza dell'elaborazione dei dispositivi multimediali per la formazione.
Dagli anni novanta del XX secolo la progettazione della formazione si è differenziata sostanzialmente rispetto al recente passato. In seguito all'avvento del World Wide Web è nata una nuova professione, quella dell'instructional designer (ID). L'ID è specializzato nell'implementazione e realizzazione di corsi di formazione.

## Descrizione
Trasformare le situazioni esistenti in quelle desiderate è l'obiettivo essenziale di ogni processo formativo. Per questo la progettazione della formazione è un percorso di ricerca - azione in cui diventa fondamentale generare conoscenza in un contesto per generare il cambiamento desiderato. In questo modo è possibile coinvolgere i vari partecipanti al processo rendendoli attivi affinché vivano direttamente la loro formazione.
La progettazione della formazione è un processo volto ad individuare i metodi, i contenuti e i tempi dell'intervento formativo. Inizia con l'analisi dei fabbisogni, cui seguono i momenti della gestione e del monitoraggio. Tale processo non è esente da correzioni, possono infatti essere apportate delle modifiche durante lo svolgimento del percorso formativo in modo da renderlo più coerente con i bisogni formativi che di volta in volta si presentano o che emergono da valutazioni in itinere.
Le principali fasi di questo processo sono state individuate da Bramati e sono:
1. Analisi dei bisogni formativi, delle risorse e dei vincoli;
2. Definizione degli obiettivi;
3. Elaborazione di strumenti e metodi (didattici e di valutazione);
4. Definizione di contenuti e tempi;
5. Verifica della corrispondenza tra obiettivi e risultati.

Essi sono i metodi didattici più adatti per l'apprendimento di un modulo specifico, perché tengono conto di diversi fattori, come i contenuti dei moduli, la personalità di ogni partecipante, le diverse modalità di apprendimento, il tempo, le risorse finanziarie, le aule, le attrezzature e i supporti tecnici.
L'analisi dei bisogni formativi, delle risorse e dei vincoli: i bisogni formativi del target considerato sui quali si intende intervenire si dividono in bisogni oggettivi e soggettivi. Con i primi si intendono le necessità formative che emergono da analisi oggettive e dalle richieste del committente, mentre con i secondi le necessità formative delle persone a cui si rivolge l'intervento della formazione.
La definizione degli obiettivi punta all'individuazione delle necessità degli allievi, cioè stabilire i fini del processo formativo. Per identificare gli obiettivi deve essere individuata la sfera a cui appartiene il comportamento che l'obiettivo si pone come fine, ossia le sfere cognitive, affettive e psicomotorie. Vi sono varie tassonomie che permettono di classificare i vari obiettivi, la più nota è quella di Bloom, che stabilisce sei livelli in ordine gerarchico: conoscenza, comprensione, applicazione, analisi, sintesi e valutazione.
L'elaborazione di strumenti e metodi (didattici e di valutazione) è la terza fase e consiste nell'individuare i contenuti e le metodologie: i contenuti sono informazioni che richiedono specifiche modalità di apprendimento. Ma possono anche riferirsi alle informazioni tratte dalle osservazioni dei partecipanti al processo formativo. Esistono diversi metodi didattici che vengono scelti a seconda della situazione e della coerenza con gli obiettivi che ci si è prefissati. Le principali categorie sono: i metodi espositivi, di azione e psicologici i quali si differenziano principalmente per il grado di partecipazione da parte dei discenti.
La definizione di contenuti e tempi (4) deve essere adeguata agli obiettivi che si sono prefissati nella fase precedente, ma anche alle capacità di apprendimento degli allievi. Domenico Lipari è l'autore dell'ipotesi del modello progettuale chiamato “adhocratico”, nel progettare la formazione è necessario prendere in considerazione tutte le variabili, dal contesto d'azione ai fabbisogni, dagli obiettivi ai contenuti, al fine di individuare il modo migliore per raggiungere i risultati prefissati.
La quinta ed ultima fase della progettazione riguarda la valutazione dell'azione formativa. Consiste nel valutare i risultati ottenuti e l'efficacia del processo stesso, i cambiamenti che si sono avuti negli allievi, ecc. nonché il grado di gradimento e di soddisfazione da parte dei partecipanti. la fase di valutazione è importante perché non solo valuta la ricaduta del processo formativo ma mira anche a fornire indicazioni e suggerimenti a coloro che curano la progettazione dell'intervento formativo affinché sia sempre più adatto alle richieste e alle esigenze del partecipanti.

## Storia

### Anni '60
La progettazione della formazione nacque come teoria dell'istruzione programmata, volta alla costruzione di «macchine per insegnare».
L'ID nacque in seguito all'annuncio sovietico della messa in orbita del satellite Sputnik 1. Questo evento segnò profondamente gli Stati Uniti d'America che decisero quindi di ripensare in modo radicale al loro sistema di educazione e formazione modificandone i modelli didattici.
La base scientifica venne fornita dal comportamentismo.
La progettazione di tipo comportamentismo si basa sull'assunto che il comportamento umano è prevedibile e le decisioni di chi progetta la didattica sono essenzialmente guidate dalla natura del contenuto che il discente dovrebbe padroneggiare.
L'istruzione programmata di tipo comportamentismo raggiunge il suo apice negli anni '60, per poi iniziare il suo declino e lasciare spazio al cognitivismo. 
La principale causa del declino è dovuta al fatto che il tipo di apprendimento promosso è di tipo mnemonico e quindi poco significativo.

### Anni '70
A partire dagli anni Settanta, il modello mentale di questi approcci divenne il cognitivismo. La mente umana funziona come un computer, cioè è un elaboratore di informazioni pertanto l'apprendimento è misurabile come memorizzazione delle informazioni provenienti dall'esterno.
Ciò che è importante, è la modalità in cui le informazioni vengono immagazzinate nella memoria. Per essere riutilizzabili, esse devono essere sistemate nella memoria a lungo termine. L'essere umano è dunque un elaboratore attivo di informazioni, simile ad un computer, l'apprendimento si definisce così come una modificazione all'interno delle strutture mente dell'individuo.

### Dagli anni '80 ad oggi
Con l'avvento di Internet come nuovo mezzo di comunicazione di massa, il modello dell'instructional designer venne trasferito sul Web, favorendo così la nascita dei dispositivi dell'e-learning e dei metodi per la loro gestione. La «macchina per insegnare» è oggi rappresentata dalla piattaforma web, una macchina virtuale costruita interamente con il linguaggio hTML ed è presentata sullo schermo del computer con soluzioni grafiche. L'istructional designer ha smesso i panni dell'ingegnere e ha indossato quelli del progettista della formazione. La sua professione si è integrata, per non dire fusa, con quella dell'esperto di e-learning.

## E-learning
L'e-learning è il processo di apprendimento on line (cioè attraverso internet) che serve per facilitare ai destinatari del processo formativo l'accesso alle risorse e permette la collaborazione in rete degli stessi, creando aule virtuali.
La teledidattica amplia il processo formativo in presenza(, e) serve alle persone fisicamente lontani per seguire un corso di formazione, una lezione universitaria, ecc.
Tutti i corsi di formazione in modalità e-learning hanno bisogno per la loro realizzazione di una connessione internet e dello sviluppo di attività basate sulla piattaforma tecnologica Learning Management System, di un personal computer, della valutazione e del monitoraggio continuo degli apprendimenti degli allievi.
La progettazione dei contenuti prevede l'interattività, cioè la possibilità di coinvolgere lo studente in tempo reale durante processo didattico, e la modularità, cioè l'organizzazione dei contenuti in singoli moduli specifici secondo gli obiettivi formativi che ci si è posti.
Un corso on line viene erogato attraverso una piattaforma tecnologica (Learning Management System). Tale tecnologia permette, al docente o tutor, di tracciare le attività formative e di apprendimento di ogni allievo, come l'accesso ai contenuti, il tempo di fruizione, e le valutazioni. In questo modo viene a crearsi un'aula virtuale, nella quale avviene l'interazione tra gli studenti, tramite chat, lavagne condivise, videoconferenze, che favoriscono la comunicazione in tempo reale.
Nelle piattaforme e-learning i contenuti hanno bisogno di una particolare progettazione perché devono essere facilmente reperibili per un'immediata fruizione da parte degli allievi. Essi possono essere presentati in vari formati: hTML, animazioni 2D, video-lezioni, simulazioni, esercitazioni o questionari. Vengono realizzati sia attraverso opportuni software sia modificando materiale già esistente, come gli Ebook.
Affinché un corso di formazione a distanza possa raggiungere gli obiettivi che si è prefissato bisogna organizzare sequenzialmente i vari contenuti in moduli specifici. Lo studente deve disporre di una guida introduttiva nonché di strumenti da utilizzare per contattare il tutor (in caso di problemi tecnici o di necessità di supporto immediato per la risoluzioni di eventuali problemi dovuti al malfunzionamento degli strumenti o alle difficoltà di svolgere un compito).
I contenuti sono divisi in moduli didattici specifici, chiamati Learning object (LO), in modo che ogni allievo dedichi ad esso un tempo prestabilito e determinato. I contenuti devono perseguire le motivazioni di ogni allievo, e perseguire i suoi bisogni formativi.
I materiali didattici devono adattarsi ad ogni tipo di piattaforma tecnologica. Un corso in modalità e-learning è efficace se vengono utilizzate in modo appropriato le tecnologie educative a disposizione.
Oggi un dispositivo per la formazione assistita dal computer è formato da:
- una piattaforma e-learning
- un gruppo di allievi
- uno o più tutor
- il contenuto didattico
- i percorsi pedagogici
- un meccanismo di validazione delle conoscenze acquisite.
- progettazione della formazione a distanza.

Nella progettazione della formazione a distanza è fondamentale dividere i contenuti in unità di dimensioni abbastanza piccole, che possano essere facilmente apprese dagli allievi (utilizzando anche mappe concettuali) e che contengano l'approfondimento di un argomento specifico. Il corso dovrebbe dividersi in varie lezioni, una per ogni settimana ed ognuna di esse dovrebbe richiedere un certo numero di ore di studio da parte degli studenti.
Ogni lezione contenere al suo interno varie attività: partecipazione ai forum di discussione relativi ad ogni attività, argomento o lezione, esercitazione a distanza, svolgimento del test di autovalutazione. Inoltre, spesso è previsto un incontro in presenza di introduzione alla lezione. Il materiale didattico richiede strumenti e risorse come: glossari, indici, schemi, figure, riassunti, sitografia, bibliografia. È importante che le pagine multimediali siano chiare e semplici, così come il linguaggio.
Nella progettazione della formazione a distanza è fondamentale dividere le ore delle lezioni in presenza da quelle effettuate a distanza. A questo riguardo è possibile mettere in evidenza due tipi: a) quella pura, che non prevede attività in presenza; b) quella mista, che richiede (a seconda delle necessità) sia incontri in presenza che a distanza. Viene spesso preferita quella mista, che racchiude in sé i vantaggi di entrambi i processi formativi.
Nella progettazione della formazione a distanza gli studenti sono naturalmente portati ad essere autonomi nello studio, anche se vi sono strumenti nella piattaforma che li supportano in caso di necessità. Se ogni singolo studente riesce ad apprendere i contenuti senza chiedere aiuti esterni o ad utilizzare materiali diversi da quelli previsti dal corso di formazione, allora si può dire che il progetto formativo ha raggiunto i suoi fini.

## Sistemi di analisi
Due sono i particolari strumenti per la progettazione di percorsi formativi:
- Learning Activity Management System (LAMS), ideato da James Dalziel[12];
- L'approccio ADDIE.

La loro particolarità e la caratteristica che li differenzia dagli altri modelli è la proprietà di essere interattivi e destinati a piattaforme di apprendimento on-line, software didattici, mezzi di comunicazione e di trasmissione digitali.

### LAMS
L'ideatore del sistema Learning activity management system (di seguito LAMS) è il professor James Dalziel, direttore del Centro Macquarie E-learning, presso la Macquarie University (Australia) in cui ha sede la Fondazione LAMS, un'organizzazione non a scopo di lucro che gestisce la ricerca e lo sviluppo dei concetti di learning design. 
Si tratta di un nuovo strumento per la progettazione, la gestione e la distribuzione di attività di apprendimento collaborativo on-line in cui, in apposite chat di discussione, vengono agevolate le interazioni tra studenti-insegnanti e studenti-coetanei. È molto usato dagli insegnanti per la loro formazione.
Le attività didattiche che compongono ogni "lezione" (termine usato in LAMS per indicare ogni learning design) sono sviluppate in sequenza. Ogni lezione è composta dal modulo centrale (core) che gestisce l'aspetto strutturale e dal contenuto. Quest'ultimo è composto da diversi moduli (tools) che consentono la fruizione dei contenuti e da varie attività previste nella lezione (es. esercizi di domanda-risposta, random grouping, chat, share resources).
Il sistema consente inoltre al progettista di monitorare e sincronizzare le attività degli studenti, intervenire su di esse ed, eventualmente, indirizzare il flusso delle attività.
Il sistema LAMS, attualmente alla versione 2.3, si distingue dagli altri sistemi di gestione dell'apprendimento principalmente per la grafica di lavoro, grazie all'elevato livello di interattività e collaborazione.

### L'approccio ADDIE
Il modello di creazione di percorsi pedagogici più conosciuto è certamente ADDIE (Analysis, Design, Development, Implementation, Evalutation). Tale modello nasce intorno al 1975 grazie al lavoro degli studiosi L. J. Briggs e R. K. Branson, impiegati nel Centro per le Tecnologie Didattiche presso la Florida State University.
L'acronimo è composto dalle parole chiave che scandiscono le cinque fasi su cui si sviluppa il modello. Ogni fase è un risultato che alimenta il passo successivo nella sequenza.
- Analysis (analisi): analisi del profilo dell'allievo e rilevazione delle necessità formative
- Design (progettazione): definizione degli obiettivi pedagogici e della strategia da attuare.
- Development (sviluppo): scrittura dello storyboard e sviluppo dei materiali multimediali.
- Implementation (implementazione): diffusione ed integrazione dei materiali in una piattaforma.
- Evaluation (valutazione): valutazione del gradimento da parte degli allievi, verifica che gli obiettivi di apprendimento siano stati raggiunti, valutazione del ritorno economico dell'investimento.